# Tereza Salte
Tereza Salte (* 21. května 1988) je česká blogerka, influencerka, podcasterka, spisovatelka a podnikatelka.

## Kariéra

### Blog
Svůj blog TerezaInOslo začala psát, když se přestěhovala za svým norským přítelem, nyní[kdy?] manželem, Johnem Erikem Jonassenem Saltem do hlavního města Norska Osla. Píše články především s motivačními a lifestylovými tématy, nevyhýbá se však ani nepříjemným otázkám. Za svůj blog získala několik ocenění: v roce 2014 a 2015 vyhrála kategorii „Life“ ankety Blogerka roku. V dalším ročníku téže ankety, nově pod názvem Czech Blog Awards, skončila ve stejné kategorii na třetím místě a v roce 2017 na šestém.

### Elite Bloggers
Se svým manželem, vystudovaným právníkem, založila v roce 2015 agenturu Elite Bloggers, což je společnost zprostředkovávající marketingovou spolupráci mezi firmami a influencery. Dbají na to, aby byla především na sociálních sítích důsledně označována placená reklama. V současné době[kdy?] zastupují přibližně 25 českých a slovenských blogerek. V jejich studiích kromě setkávání s danými osobnostmi, mohou tito lidé nahrávat například podcasty.[zdroj?]

### Knihy
V roce 2017 vydala knížku Šlehačková oblaka, která je založena na jejím životním příběhu a blogových zápiscích. Knihu pokřtila její sestra, česká modelka Bára Kolářová. V roce 2020 vydala svoji druhou knihu Karamelová džungle, která navazuje na její předešlý titul Šlehačková oblaka a v níž vypráví příběh o společném podnikání se svým manželem.

### Podcasty
V roce 2018 začala nahrávat podcasty pod názvem V oblacích. Věnuje se v nich nejrůznějším tématům jako např. podnikání, mateřství, lifestyle, sociální sitě nebo motivace. Její audiotvorba získala v roce 2019 nejvyšší ocenění v soutěži Podcast roku v kategorii Lifestyle. Od roku 2019 nahrává ještě jeden druh podcastu, a sice společně se známým youtuberem Kovym, který pojmenovali Linka.[zdroj?]

## Osobní život
Tereza Salte vyrůstala v pražské čtvrti Ořechovka. Od svých pěti let se věnovala gymnastice a stala se mistryní nejen České republiky, ale i Norska. Vystudovala politologii na Filozofické fakultě UK. V roce 2011 se přestěhovala do Norska, kde na Univerzitě v Oslu absolvovala magisterské studium v oboru Culture, Environment and Sustainability. V září 2013 si v Praze vzala svého přítele Johna Erika (*16. května 1987). V Oslu žili až do léta roku 2015, poté se se svým manželem vrátila do Prahy.[zdroj?]
V roce 2017 se jim narodil první syn William, 25. února 2021 druhý syn Matheo a v roce 2025 třetí syn Damian.[zdroj?]

## Ocenění
- Stříbrná medaile předsedy Senátu[10]